# Robert Sarah

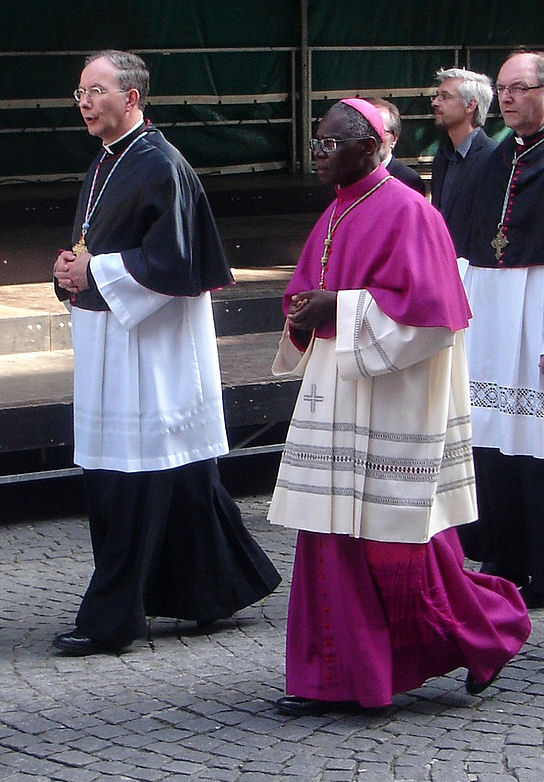
Kardinaal Sarah tijdens de Brugse Heilig Bloedprocessie in 2009

Robert Sarah (Ourouss, 15 juni 1945) is een Guinees geestelijke en kardinaal van de Katholieke Kerk.
Hij groeide op in Guinee, een land waar de meerderheid van de bevolking moslim is en waar onder dictator Sékou Touré een gespannen relatie bestond tussen de staat en de katholieke kerk. Hij begon zijn priesterstudie in Guinee en zette die verder in Ivoorkust, Frankrijk en Senegal. Sarah werd op 20 juli 1969 priester gewijd.
Op 13 augustus 1979 werd hij, op 34-jarige leeftijd, door paus Johannes Paulus II benoemd tot metropolitaan aartsbisschop van Conakry. Hij ontving zijn bisschopswijding op 8 december 1979 uit handen van Giovanni kardinaal Benelli. Zijn relatie met de overheid van Guinee was problematisch en in 1984 kwam hij zelfs op een dodenlijst terecht.
In 2001 trad Sarah als secretaris van de Congregatie voor de Evangelisatie van de Volkeren in dienst van de Romeinse Curie. Op 7 oktober 2010 benoemde paus Benedictus XVI hem tot president van de Pauselijke Raad "Cor Unum". Daarmee was hij na Peter kardinaal Turkson de tweede Afrikaan die door Benedictus werd aangesteld om een dicasterie te leiden.
Sarah werd tijdens het consistorie van 20 november 2010 kardinaal gecreëerd. Hij kreeg de rang van kardinaal-diaken. Zijn titeldiakonie werd de San Giovanni Bosco in via Tuscolana. Sarah nam deel aan de conclaven van 2013 en 2025.
Op 24 november 2014 benoemde paus Franciscus hem tot prefect van de Congregatie voor de Goddelijke Eredienst en de Regeling van de Sacramenten.
In 2020 publiceerde Sarah een boek waarin het fundamentele belang van het priestercelibaat wordt verdedigd. Het boek met als titel: Vanuit de diepten van onze harten: priesterschap, celibaat en de crisis van de katholieke Kerk bevat ook een hoofdstuk dat is geschreven door emeritus-paus Benedictus XVI. Ophef ontstond toen Benedictus en Sarah gezamenlijk als auteurs van het boek werden gepresenteerd. Het boek leek kritisch te zijn naar het beleid van paus Franciscus die eind 2019 van de synode van bisschoppen in het Amazonegebied de aanbeveling had gekregen oudere gehuwde mannen tot het priesterschap toe te laten om het tekort aan priesters het hoofd te bieden. Franciscus verleende geen goedkeuring aan het ten uitvoer brengen van dit voorstel.
Sarah ging op 20 februari 2021 met emeritaat.
Op 3 mei 2021 werd Sarah bevorderd tot kardinaal-priester. Zijn titeldiakonie werd tevens zijn titelkerk pro hac vice.
Op 15 juni 2025 verloor Sarah - in verband met het bereiken van de 80-jarige leeftijd - het recht om deel te nemen aan een toekomstig conclaaf. 
- Bibliothèque nationale de France: cb14043469b (data)
- Gemeinsame Normdatei: 1042066167
- International Standard Name Identifier: 0000 0000 3400 1950
- Library of Congress Control Number: n98073235
- Nationale Bibliotheek van Tsjechië: ola2016935229
- Nationale Bibliotheek van Israël: 987008877354705171
- Nationale en Universitaire bibliotheek Zagreb: 000666101
- Nederlandse Thesaurus van Auteursnamen: 408790024
- Istituto Centrale per il Catalogo Unico: UBOV477806
- Système universitaire de documentation: 195904141
- Virtual International Authority File: 60861936
- WorldCat: E39PBJhxrdc7fxjpBvfqyf8grq